# 米兰·库拉斯
米兰·库拉斯（捷克語：Milan Kulas，？—），捷克斯洛伐克男子排球运动员。他曾代表捷克斯洛伐克参加1992年夏季残疾人奥林匹克运动会排球比赛，获得一枚铜牌。